# Xavier Willemin
Nicolas Xavier Willemin, né le 5 août 1763 à Nancy et mort le 23 janvier 1833 à Paris, est un graveur, historien d'art et antiquaire français.

## Biographie

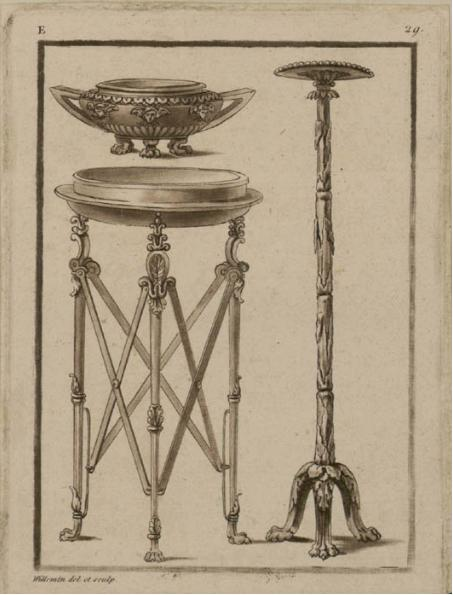
Objets trouvés à Herculanum, burin, ENSBA.

Né à Nancy en 1763, il vint jeune à Paris et étudia le dessin sous la direction de Jean-Joseph Taillasson et de Lagrenée. Il montra de bonne heure un goût très vif pour les antiquités. Il a publié un premier ouvrage en 2 tomes (1798 et 1802) : Choix de costumes civils et militaires des peuples de l'antiquité. Il est nommé en 1821 membre de la Société royale des Antiquaires. Son œuvre comprend particulièrement la gravure de sujets archéologiques et historiques, réalisés après des recherches dans les bibliothèques et des voyages dans de nombreux départements français.
Visiteur du Musée des Monuments français d'Alexandre Lenoir, il a constitué au cours de ses voyages en France une collection de meubles et d'ustensiles du Moyen Âge et de la Renaissance. Il en a vendu assez tôt des pièces. La révolution de juillet 1830 lui a fait perdre des souscripteurs et une partie de ses revenus l'obligeant à vendre sa collection

## Publications
Ouvrages publiés selon le Bouillet :
- Choix de costumes civils et militaires des peuples de l'antiquité, d'après les monuments antiques, avec un texte, Paris, 1798-1802, 2 volumes grand in-folio tome 1, tome 2;
- Monuments français inédits, pour servir à l'histoire des arts, des costumes civils et militaires, avec texte historique et descriptif par A. Pottier, 1806-39, 3 volumes petit in-folio tome 1, tome 2;
- Monuments de l'antiquité et du Moyen Âge de la France et de l'Italie, 1825 (inachevé) ;
- Avec Francesco Piranesi : Collection des plus beaux ouvrages de l'antiquité, statues, bustes, groupes..., choisis parmi les monuments des Étrusques, des Grecs, etc., 2 volumes in-4°.

## Estampe
- Hélas ! si jeune encore, par quel crime ai-je pu mériter mon malheur ?[3]